# Nils Politt
Nils Politt (Colonia, 6 marzo 1994) è un ciclista su strada tedesco che corre per l'UAE Team Emirates XRG. Professionista dal 2016, nel 2019 si è classificato secondo alla Parigi-Roubaix, nel 2021 ha vinto una tappa al Tour de France e il Giro di Germania, mentre nel 2022 è diventato campione nazionale in linea.

## Palmarès

### Strada
- 2014 (Team Stölting, una vittoria)

Campionati tedeschi, Prova a cronometro Under-23
- 2015 (Team Stölting, una vittoria)

Campionati tedeschi, Prova in linea Under-23
- 2018 (Team Katusha Alpecin, una vittoria)

4ª tappa Deutschland Tour (Lorsch > Stoccarda)
- 2021 (Bora-Hansgrohe, tre vittorie)

12ª tappa Tour de France (Saint-Paul-Trois-Châteaux > Nîmes)
3ª tappa Giro di Germania (Ilmenau > Erlangen)
Classifica generale Giro di Germania
- 2022 (Bora-Hansgrohe, due vittorie)

Rund um Köln
Campionati tedeschi, Prova in linea
- 2023 (Bora-Hansgrohe, una vittoria)

Campionati tedeschi, Prova a cronometro
- 2024 (UAE Team Emirates, una vittoria)

Campionati tedeschi, Prova a cronometro

#### Altri successi
- 2024 (UAE Team Emirates)

3ª tappa Parigi-Nizza (Auxerre, cronosquadre)

### Pista
- 2020

Six Days Bremen (Brema), classifica finale

## Piazzamenti

### Grandi Giri
- Tour de France

2017: 95º
2018: 87º
2019: 64º
2020: 120º
2021: 50º
2022: 55º
2023: 62º
2024: 75º
2025: 75º

### Classiche monumento
- Milano-Sanremo

2018: 61º
2019: 27º
2023: 21º
2025: 134º
- Giro delle Fiandre

2016: 89º
2017: 42º
2018: 17º
2019: 5º
2020: 19º
2021: 22º
2022: 47º
2023: 20º
2024: 3º
2025: 66º
- Parigi-Roubaix

2016: ritirato
2017: 27º
2018: 7º
2019: 2º
2021: ritirato
2022: 22º
2023: 35º
2024: 4º
2025: ritirato
- Liegi-Bastogne-Liegi

2019: 81º

### Competizioni mondiali
- Campionati del mondo

Ponferrada 2014 - Cronometro Under-23: 12º
Richmond 2015 - In linea Under-23: 50º
Doha 2016 - Cronosquadre: 8º
Doha 2016 - In linea Elite: ritirato
Bergen 2017 - Cronosquadre: 9º
Bergen 2017 - In linea Elite: 114º
Innsbruck 2018 - Cronosquadre: 11º
Yorkshire 2019 - Staffetta mista: 2º
Yorkshire 2019 - Cronometro Elite: 22º
Yorkshire 2019 - In linea Elite: 19º
Fiandre 2021 - In linea Elite: 16º
Glasgow 2023 - In linea Elite: ritirato
Glasgow 2023 - Cronometro Elite: 32º
- Giochi olimpici

Parigi 2024 - In linea: 70º

### Competizioni europee
- Campionati europei

Olomouc 2013 - Cronometro Under-23: 53º
Olomouc 2013 - In linea Under-23: ritirato
Tartu 2015 - Cronometro Under-23: 12º
Tartu 2015 - In linea Under-23: 70º
Plumelec 2016 - Cronometro Elite: 11º
Monaco di Baviera 2022 - In linea Elite: 95º
Limburgo 2024 - Cronometro Elite: 7º
Limburgo 2024 - Staffetta mista Elite: 2º
Limburgo 2024 - In linea Elite: 43º